# 量子光学
量子光学（りょうしこうがく、英語: quantum optics）は、物理学の研究分野の1つで、量子力学を基礎として光のふるまいや光と物質の相互作用を研究する分野である。光の波動性を電磁場として量子化することで生まれた。フーリエ光学などにより実用化されている。

## 歴史
真空中を伝播する光は光子として知られる整数の粒子数に従った量子化されたエネルギーと運動量を有する。量子光学は量子化された光子としての光の性質と効果を研究する学問である。この理解に至る最初期の主な進展には、1899年マックス・プランクが個々のエネルギー単位で放出される光の仮説の下で行った黒体放射スペクトルの正しいモデリングがある。光電効果は1905年の論文でアインシュタインが説明しているようにこの量子化の証拠でもあり、1921年にノーベル賞を授与されている。ニールス・ボーアは量子化された光放射の仮説は、原子の量子化されたエネルギー準位（特に水素からの放電発光スペクトル）の彼の理論に対応することを示した。これらの進展に伴う光と物質の相互作用の理解は、量子力学全体の発展に非常に重要であった。しかし、物体-光の相互作用を扱う量子力学のサブフィールドは主に光の研究ではなく物質の研究とみなされており、1960年には原子物理学と量子エレクトロニクスから語られていた。レーザー科学、すなわちこれらのデバイスの原理、設計、応用に関する研究が重要な分野となり、レーザーの原理の基礎である量子力学が光の性質をより重視して研究されるようになり、量子光学(quantum optics)の名で呼ばれるようになった。
レーザー科学が良質の理論的基礎を必要としており、これらの研究もすぐに実りの多いことがわかったため、量子光学への関心が高まった。ディラックによる場の量子論の研究ののち、1950, 60年代にジョージ・スダルシャン、ロイ・グラウバー、Leonard Mandelに電磁場に量子論を適用し、光検出と光の統計のより詳しい理解を得た。これにより古典的な枠組みで波を記述する電磁気を単に引き合いに出すだけでは光を完全に記述することができないことが理解され、レーザー光、サーマル光、エキゾチックなスクイーズド状態などの変化に対処する概念としてコヒーレント状態の導入につながった。1977年、H. Jeff Kimbleらは1度に1つの光子を放射する単一原子や光が光子からなる注目すべき証拠を論証している。以前は知られていなかったスクイーズド光のような古典的な状態とは異なる特徴を持つ光の量子状態が、その後発見されている。
Qスイッチングとモード同期技術により作られた短パルスと超短パルスの開発により、超高速プロセスとして知られることとなるものを研究する道が開けた。固体研究のための応用（例えばラマン分光）が見つかり、物質上の光の力学的な力が研究された。後者はレーザービームにより光学トラップもしくは光ピンセット内に原子の雲や小さな生物学的サンプルを浮上させ配置させることにつながった。これはドップラー冷却と並び著名なボース＝アインシュタイン凝縮を達成するために必要な重要技術であった。
他の注目すべき結果には量子エンタングルメント、量子テレポーテーション、量子論理ゲートの実証である。後者は量子情報理論（部分的に量子光学から、理論的にはコンピュータサイエンスから出てきた）の分野でも大きな関心がある。
今日、量子光学の研究者が興味を抱いている分野にはパラメトリック下方変換、パラメトリック発振、より短い（アト秒）光パルス、量子情報への量子光学の利用、単一原子の操作、ボース＝アインシュタイン凝縮、その応用、操作方法（このサブフィールドは原子光学と呼ばれることが多い）、コヒーレント完全吸収体などがある。量子光学の用語に分類されるトピックは、特に工学と技術革新に適用されているように、しばしば現代のフォトニクスの下に置かれることがある。
いくつかのノーベル賞は量子光学における研究に贈られている。
- 2012年 : セルジュ・アロシュ、デービッド・ワインランド「個別の量子系に対する計測および制御を可能にする画期的な実験的手法に関する業績」[2]
- 2005年 : テオドール・ヘンシュ、ジョン・ホール、ロイ・グラウバー[3]
- 2001年 : ヴォルフガング・ケターレ、エリック・コーネル、カール・ワイマン[4]
- 1997年 : スティーブン・チュー、クロード・コーエン＝タヌージ、ウィリアム・ダニエル・フィリップス[5]

## 概念
量子論によると、光は電磁波としてだけでなく真空の光速cで移動する光子と呼ばれる粒子の「流れ」とも考えられる。この粒子は古典的なビリヤードボールではなく、有限領域で波動関数により記述された量子力学的粒子であるとみなされるべきである。
各粒子はhfに等しい1つの量子エネルギーを運ぶ（hはプランク定数、fは光の周波数）。単一光子が有するエネルギーは光子を放出した原子（もしくは他の系）の離散エネルギー準位間の遷移にきっちり対応する（光子の材料吸収が逆の過程である）。また、自然放出のアインシュタインによる説明はレーザーの基本原理である誘導放出の存在を予測した。しかし、実際に発明されたメーザー（やレーザー）は反転分布を生成する方法に依存していた。
統計力学の使用は量子光学の概念にとって基礎である。光は光子の生成と消滅のための場の演算子、すなわち量子電磁気学の言葉で記述されている。
光場のしばしば出くわす状態はコヒーレント状態である。これは1960年にE. C. George Sudarshanにより導入された。この状態はレーザー閾値より充分上の単一周波数レーザーの出力をおおまかに記述するために使うことができ、ポアソン光子数統計を示す。特定の非線形相互作用を介して、コヒーレント状態は超ポアソンもしくはサブポアソン光子統計を示すスクイーズ演算子を適用することで、スクイーズドコヒーレント状態に変換されうる。このような光はスクイーズド光と呼ばれる。他の重要な量子的側面は異なるビーム間の光子統計の相関関係に関連している。例えば、自発的パラメトリック下方変換は（理想的には）1つのビームの各光子がもう一方のビームの光子と関連するいわゆる「ツインビーム」を生成することができる。
原子は離散エネルギースペクトルを持つ量子力学的振動子とみなされ、エネルギー固有状態間の遷移はアインシュタインの理論による光の吸収・放出により駆動される。
固体物質の場合、固体物理学のエネルギーバンドモデルを用いる。これは固体デバイス（一般的には実験で用いられるもの）により光がどのように検出されるかを理解するうえで重要である。

## 量子エレクトロニクス
量子エレクトロニクスは主に1950年代から1970年代にかけて量子力学が物質中の電子の挙動に及ぼす影響と光子との相互作用を扱う物理学の分野を指すのに用いられる言葉である。今日ではそれ自体がサブフィールドとみなされることは稀で、他の分野により吸収されている。固体物理学は量子力学を考慮にいれており、通常は電子に関わる。エレクトロニクスにおける量子力学の具体的な応用は、半導体物理学の内で研究されている。また、この用語は今日量子光学のトピックとして研究されているレーザー運転の基本過程を包含している。この用語の使用は量子ホール効果と量子セルオートマトンの初期の研究と重複する部分があった。

## レファレンス
- Gerry, Christopher; Knight, Peter (2004). Introduction to Quantum Optics. Cambridge University Press. ISBN 052152735X
- The Nobel Prize in Physics 2005